# وائل أمين محمد المعداوي
وائل أمين محمد المعداوي من مواليد 26 سبتمبر 1949، هو وزير الطيران المدني المصري في حكومة هشام قنديل في 5 يناير 2013.

## حياته
وُلد في 26 سبتمبر 1949. حاصل علي بكالوريوس هندسة وكان يشغل رئيس مجلس إدراة مجلس الشركة القابضة للمطارات والملاحة الجوية ونائب رئيس مجلس الشركة القابضة للمطارات والملاحة الجوية ورئيس شعبة البحوث الفنية ومساعد رئيس أركان القوات الجوية.

## مواقف
- إصدار قرار وزاري بوقف نشاط البالون السياحي بالاقصر
- قام بعقد اجتماع الطارئ، في 28 فبراير 2013، على إثر تداعيات «حادث البالون المحترق»، والذي أسفر عن 19 حالة وفاة، واثنين من المصابين، فضلاً عن حادثة الطائرة المصرية القادمة من أبوظبي في 27 فبراير 2013 و التي نجى ركابها من موت محقق بعد انفجار إطاراتها الخلفية[2]، وذلك لمناقشة ما يجب اتخاذه من إجراءات وقائية في الفترة القادمة، ووضع حلول جذرية تفادياً لحوادث مشابهة في المستفبل.